# José Luis Ribera
José Luis Ribera Uranga (Azkoitia, 1º giugno 1965) è un allenatore di calcio ed ex calciatore spagnolo, di ruolo difensore.

## Palmarès

### Giocatore

#### Competizioni nazionali
- Segunda División: 1

Real Burgos: 1989-1990
- Coppa di Spagna: 1

Deportivo: 1994-1995
- Supercoppa di Spagna: 1

Deportivo: 1995